# Netudstyr
Netudstyr er enheder, som formidler data i et datanet. På engelsk kaldes netudstyr for network equipment, Intermediate Systems (IS) eller InterWorking Unit (IWU). Enheder, som er sidste modtager eller genererer data, kaldes dataterminaludstyr.
Netudstyr kan være ISDN TA, modem, hub, repeater, switch, switching hub, router/gateway, bridge, trådløs basisstation, multilayer switch, firewall eller protokolkonverter.